# Brévainville

Brévainville este o comună în departamentul Loir-et-Cher, Franța. În 1 ianuarie 2022 avea o populație de 161 de locuitori.